# Heinrich Nickel (Offizier)
Heinrich Nickel (* 5. Dezember 1894 in Wesel; † 2. Januar 1979 in Lingen (Ems)) war ein deutscher Offizier, zuletzt Generalleutnant im Zweiten Weltkrieg.

## Laufbahn

### Erster Weltkrieg
Nickel trat als 19-Jähriger am 17. September 1914, wenige Wochen nach dem Ausbruch des Ersten Weltkriegs, als Einjährig-Freiwilliger in die Preußische Armee ein und diente zunächst im Magdeburgischen Fußartillerie-Regiment „Encke“ Nr. 4, dann im in Flandern kämpfenden Reserve-Infanterie-Regiment Nr. 51 innerhalb der 12. Reserve-Division. Für seinen Einsatz während der Schlacht an der Somme wurde er im Juli 1916 mit dem Eisernen Kreuz II. und im August 1916 mit dem Eisernen Kreuz I. Klasse ausgezeichnet. Am 18. Januar 1917 wurde er zum Leutnant der Reserve befördert.

### Zwischenkriegszeit
Nach seiner Entlassung aus dem Heer am 4. März 1919 trat er in den Polizeidienst, wo er zum Oberleutnant und zum Hauptmann befördert wurde. Am 1. August 1935 wurde er als Hauptmann in das aus dem bisherigen 16. Infanterie-Regiment gebildete Infanterie-Regiment Oldenburg im Heer der Wehrmacht übernommen, das bei der Enttarnung der Verbände am 15. Oktober 1935 in Infanterie-Regiment 16 umbenannt wurde. Er selbst kam an diesem Tag mit dem bisherigen I. Bataillon des Regiments als Stammpersonal zum neu aufgestellten Infanterie-Regiment 65 in Delmenhorst. Am 1. August 1936 erfolgte seine Beförderung zum Major. 

### Zweiter Weltkrieg
Am 10. November 1938 wurde er Kommandeur des III. Bataillons im Infanterie-Regiment 26 in Flensburg. Mit diesem nahm er im September 1939 im Verband seines Regiments und der 30. Infanterie-Division am Überfall auf Polen teil, in dem er die Wiederholungsspangen zu beiden Eisernen Kreuzen erhielt. Nach der Verlegung der Division an die Westfront in die Eifel wurde er am 1. Januar 1940 zum Oberstleutnant befördert. Für die Leistung seines Bataillons im Westfeldzug im Frühsommer 1940 wurde er am 16. Juni 1940 mit dem Ritterkreuz des Eisernen Kreuzes ausgezeichnet.
Am 10. Dezember 1940 wurde er Kommandeur des II. Bataillons im Infanterie-Regiment 254, das an diesem Tage aus Teilen des Infanterie-Regiments 26 und anderer Verbände gebildet wurde. Dieses Bataillon führte er dann im Rahmen der 110. Infanterie-Division bis Anfang September beim Angriff auf die Sowjetunion. Dann wurde er Kommandeur des Infanterie-Regiments 502 in der 290. Infanterie-Division im Nordabschnitt der Ostfront und, kurz darauf, am 1. Oktober 1941, zum Oberst befördert. Am 29. März 1943 wurde er mit dem Deutschen Kreuz in Gold ausgezeichnet.
Im April 1943 wurde er in die Führerreserve versetzt, um dann im Mai und Juni 1943 an einem Divisionsführerlehrgang teilzunehmen. Am 25. September 1943 wurde er mit der Führung der 342. Infanterie-Division in der 4. Armee, Heeresgruppe Mitte, beauftragt und dann am 1. Januar 1944 bei gleichzeitiger Beförderung zum Generalmajor zu deren Kommandeur ernannt. Bereits im November 1943 wurde die Division in eine Division neuer Art 44 umgegliedert, wobei Teile der 330. Infanterie-Division aufgenommen wurden, und die Division wurde der Heeresgruppe Nordukraine zugewiesen. Ab 22. Juni 1944 erfolgte unter dem massiven Druck der sowjetischen Operation Bagration, die zum Zusammenbruch der Heeresgruppe Mitte führte, der Rückzug nach Ostpreußen. Nickel, am 30. April 1944 erstmals namentlich im Wehrmachtbericht genannt, wurde am 1. Juli 1944 zum Generalleutnant befördert, am 11. Juli 1944 erneut namentlich im Wehrmachtbericht genannt und am 8. August 1944 mit dem Eichenlaub zum Ritterkreuz ausgezeichnet. Seine Division – zusammen mit der 72., der 88. und der 291. Infanterie-Division Teil des XXXXII. Armeekorps unter General Hermann Recknagel – wurde im Januar 1945 im Weichselbogen beim sowjetischen Durchbruch am Baranow-Brückenkopf eingekesselt. Bei dem Versuch des Korps, in heftigen Kämpfen mit sowjetischen Armeetruppen und polnischen Partisanen als „wandernder Kessel“ die Verbindung mit der inzwischen weit nach Westen abgedrängten deutschen Front wiederherzustellen, wurde die Division wie das gesamte Korps bis zum 23. Januar zum größten Teil vernichtet. Nur Teile erreichten mit dem sogenannten „Wandernden Kessel bei Kielce“ des Generals der Panzertruppe Walther Nehring den Anschluss an die eigene Front.
Nach ihrer Neuaufstellung in Kampfgruppenstärke wurde die Division, nunmehr Teil der 4. Panzerarmee in der Heeresgruppe Mitte, im März 1945 bei Guben und Forst erneut vernichtet. Die Reste gerieten im April 1945 in den Kessel von Halbe und wurden dort endgültig vernichtet oder gerieten mit General Nickel in sowjetische Gefangenschaft. Nur wenige Überlebende kapitulierten später bei Tangermünde vor der US-Armee.
Heinrich Nickel wurde im März 1948 aus der Kriegsgefangenschaft entlassen.

## Auszeichnungen
- Eisernes Kreuz II. und I. Klasse am 29. Juli bzw. 18. August 1916
- Spange zum Eisernen Kreuz II. und I. Klasse am 19. September bzw. 13. November 1939
- Verwundetenabzeichen (1939) in Silber
- Infanterie-Sturmabzeichen in Silber
- Medaille Winterschlacht im Osten 1941/42
- Deutsches Kreuz in Gold am 29. März 1943[6]
- Demjanskschild
- Ritterkreuz des Eisernen Kreuzes mit Eichenlaub[6]
  - Ritterkreuz am 16. Juni 1940
  - Eichenlaub am 8. August 1944 (543. Verleihung)